# Обсерватория Ломницки-Штит
Обсерватория Ломницки-Штит — высокогорная астрономическая обсерватория, располагающаяся на горе Ломницки-Штит, в горах Высокие Татры, Словакия. Принадлежит Астрономическому Институту Словацкой Академии Наук. В 1940 году была основана метеорологическая станция на Ломницки-Штите на высоте 2632 метров над уровнем моря. В связи с объявлением 1957 года Международным геофизическим годом было инициировано создание солнечной корональной станции Ломницки-Штит в здании метеостанции. Строительство велось пять лет, с 1957 по 1962 год. В 1964 году впервые был установлен высокогорный коронограф, что позволило впервые начать постоянные наблюдения эмиссионных линий солнечной короны. В 1970 году на ранее установленную монтировку, параллельно коронографу был установлен H-альфа телескоп для наблюдения протуберанцев. С 1981 года на базе обсерватории осуществляется нейтронный мониторинг. В данный момент в мире всего четыре обсерватории систематически наблюдают спектральные линии солнечной короны — обсерватория Ломницки-Штит одна из них.

## Инструменты обсерватории
- Коронограф (D = 20 см, F = 4 м, 1964) и спектрограф
- H-альфа телескоп для протуберанцев (1970)
- Детектор нейтронов (1981)